# Гировский, Евгений Фёдорович

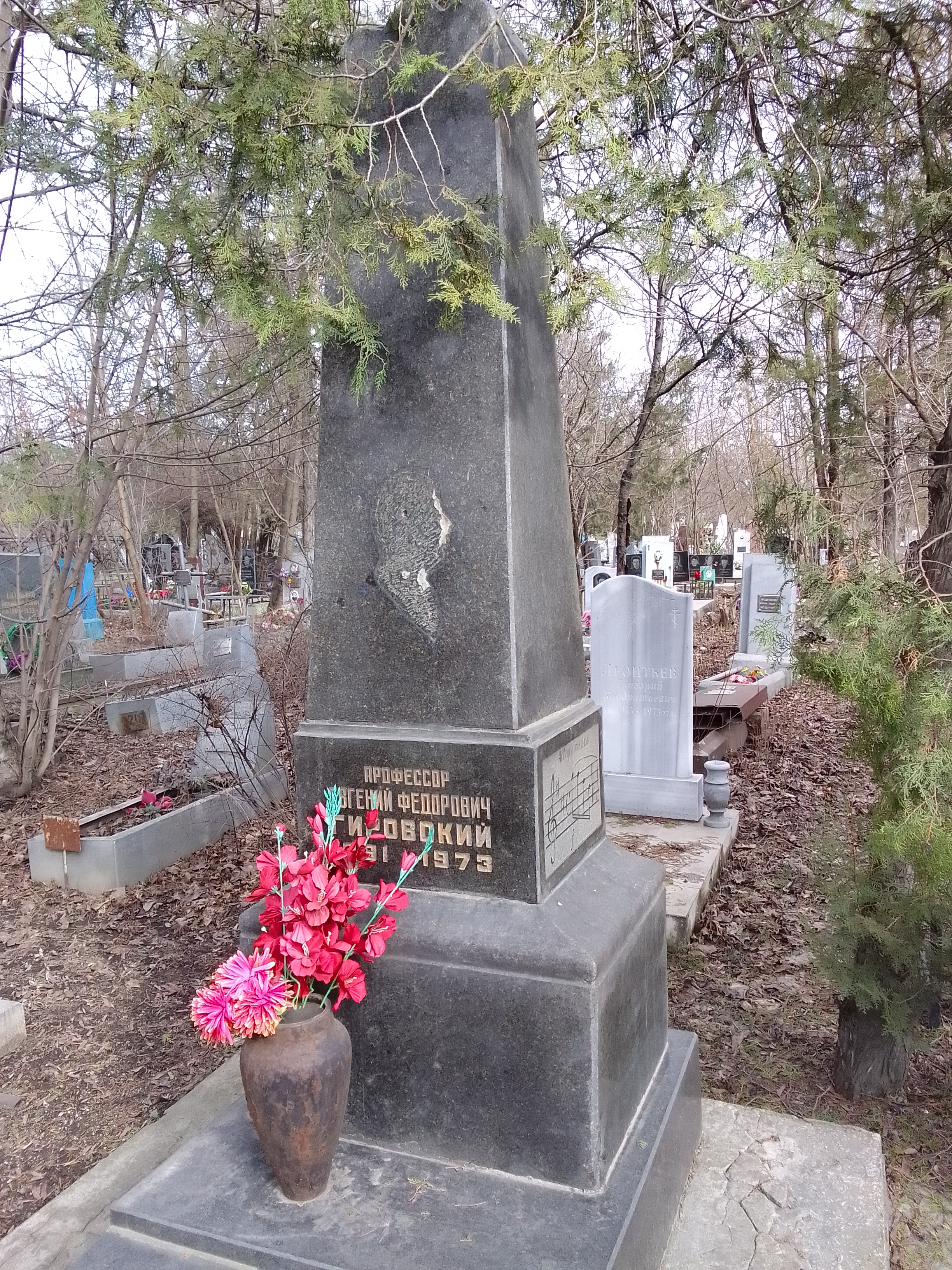
Памятник на могиле Евгения Фёдоровича Гировского

Евгений Фёдорович Гировский (1891 ― 1973) ― русский советский пианист, композитор, музыковед и музыкальный педагог. Директор Уральской консерватории имени М. П. Мусоргского в 1937―1939 годах.

## Биография
Родился в 1891 году. Окончил фортепианное отделение Санкт-Петербургской консерватории. Был учеником профессора Марии Николаевны Бариновой. В юношеские годы серьёзно увлекался сочинениями Александра Николаевича Скрябина, которые оказали на него большое влияние. Занимался проведением лекций-концертов, в которых популяризировал музыку Скрябина, оставил после себя воспоминания о пианисте.
В 1937―1939 годах занимал пост директора Уральской консерватории имени М. П. Мусоргского.
В 1942 году переехал в Усть-Каменогорск, который во время войны переживал рост экономического развития, и убедил местные власти в необходимости организации в городе детской музыкальной школы. Он же и стал её первым директором.
В 1946 году отбыл в Алма-Ату по приглашению композитора Ахмета Жубанова. Там он устроился преподавателем и заведующим кафедрой общего фортепиано в Алма-Атинской консерватории и приступил к разработке учебных программ. Находился на посту заведующего кафедрой вплоть до 1958 года.
Также некоторое время преподавал в Таганрогском педагогическом институте.
Скончался в 1973 году.